# Episodi di Beyond the Break - Vite sull'onda (prima stagione)
La prima stagione di Beyond the Break - Vite sull'onda è stata trasmessa negli Stati Uniti dal 2 giugno al 28 luglio 2006 su The N.
In Italia è stata trasmessa in prima visione assoluta su Rai 2 dall'8 giugno 2009 al 12 giugno 2009. Gli episodi sono stati accorpati a due a due, pertanto è indicato solo un titolo (corrispondente al primo dei due episodi accorpati).
| nº | Titolo originale        | Titolo italiano       | Prima TV USA   | Prima TV Italia |
| -- | ----------------------- | --------------------- | -------------- | --------------- |
| 1  | Charging It, Part 1     | All'attacco           | 2 giugno 2006  | 8 giugno 2009   |
| 2  | Charging It, Part 2     | All'attacco           | 2 giugno 2006  | 8 giugno 2009   |
| 3  | Sleeping with the Enemy | A letto con il nemico | 9 giugno 2006  | 9 giugno 2009   |
| 4  | The First Test          | A letto con il nemico | 16 giugno 2006 | 9 giugno 2009   |
| 5  | Wing Chicks             | Arriva l'esercito     | 23 giugno 2006 | 10 giugno 2009  |
| 6  | Party Wave              | Arriva l'esercito     | 30 giugno 2006 | 10 giugno 2009  |
| 7  | Vin, Lose or Draw       | Doppiogioco           | 7 luglio 2006  | 11 giugno 2009  |
| 8  | The Big Hit             | Doppiogioco           | 14 luglio 2006 | 11 giugno 2009  |
| 9  | No Guts, No Glory       | L'arcobaleno          | 21 luglio 2006 | 12 giugno 2009  |
| 10 | Bird and the Bees       | L'arcobaleno          | 28 luglio 2006 | 12 giugno 2009  |